# Citadel van Diest
De citadel van Diest werd gebouwd midden de 19de eeuw als onderdeel van de uitbouw van Diest tot vestingstad ter versterking van de noordgrens van België om na de afscheiding van de Nederlanden in 1830 te voorkomen dat bij een eventuele Hollandse aanval de vijand zou kunnen doorstoten naar de hoofdstad Brussel. De bouw van de citadel vormde het sluitstuk van de vestingwerken van Diest, nadat eerder Fort Leopold, de wallen en de stadspoorten werden opgetrokken. De vestingswerken werden gerealiseerd tussen 1837 tot 1856. De bouw van de citadel begon in 1846 en duurde tot 1856.

## Ligging en functies
De citadel gelegen op de hoogte van Allerheiligenberg vormde een zelfstandig vestingwerk dat de westzijde van de omwalde kernvesting Diest afsloot. Luitenant-kolonel J. E. De Lannoy (1799-1889) was verantwoordelijk voor het ontwerp. Het bouwwerk heeft de vorm van een gebastioneerde vijfhoek met zijden van circa 190 meter. Het geheel was omgeven met een droge gracht en voor de poort lag een ophaalbrug. De citadel bevindt zich op een terrein van 28ha en de gebouwen zelf hebben een oppervlakte van 10.200 m².. 
De citadel was bedoeld als zelfstandig bastion dat autonoom kon standhouden bij een belegering of zelfs inname van de stad. Daarbovenop moest het met kanonvuur ook beletten dat de vijand de stad kon verlaten om op te rukken richting Leuven. Als laatste toevluchtsoord voor het garnizoen moest het in oorlogsomstandigheden onderkomen kunnen geven aan +/- 1200 militairen.  
De citadel bleef erg goed bewaard en is het enige bewaarde exemplaar in Vlaanderen.
Op 26 augustus 1895 verscheen het Koninklijk Besluit waarbij de kernvesting Diest werden gedeclasseerd. De citadel deed nog enkele jaren dienst als sperfort ter bescherming van de spoorlijn, maar onderging hetzelfde lot op 20 april 1906..  Er werd een tuchtcompagnie in gelegerd.   In de periode 1930-1940 was er een depot van het Derde legerkorps gevestigd. Tijdens de Tweede Wereldoorlog was de citadel in gebruik door de Duitsers, onder meer als opleidingsschool van het NSKK, het Nationalsozialistisches Kraftfahrkorps (een paramilitaire vervoerorganisatie van de Duitse nazipartij). Niet alleen Vlaamse, maar ook Nederlandse vrijwilligers werden er opgeleid tot chauffeur of bijrijder. Na de overgave gebruikten de geallieerden het voor korte tijd als gevangenis. In 1946 stelde Landsverdediging de citadel ter beschikking van de stad die er 63 noodwoningen onderbracht. Drie jaar later startten allerhande verbouwingswerken om de citadel te prepareren als huisvesting voor het Eerste Bataljon Parachutisten. Zij arriveerden op 2 augustus 1953. 
Ter verbetering van het leefcomfort en toegankelijkheid, onderging de citadel in de loop van de jaren talrijke aanpassingen. Enge vensters en schietgaten werd brede ramen, de noordelijke grachten werden opgevuld en verbindingen dichtgemetseld. In 1968 werden de twee stadsfronten van de citadel gedeeltelijk gesloopt om plaats te maken voor nieuwe gebouwen.
Sinds 1996 is de citadel een beschermd monument. Ze geeft samen met de andere delen van de Diestsesteenweg verdedigingswerken, het Fort Leopold, de Schaffensepoort, en de wachtsluizen van de Zichemse en de Leuvense poort een mooi beeld van de militaire architectuur van de tweede kwart van de 19de eeuw. In 2011 kwam de citadel leeg te staan. De toekomst van de citadel is nog niet bepaald. De stad Diest ging op zoek naar een nieuwe bestemming voor de site.
In 2012 besloot de gemeenteraad van Diest op het domein een nieuw ziekenhuis te bouwen. Dit nieuwe gebouw had klaar moeten zijn tegen 2023, aldus afgesproken in een principeovereenkomst tussen de stad Diest en de vzw Vereniging Diestse Ziekenhuizen. Deze plannen werden in 2017 afgevoerd en men zoekt een nieuwe bestemming voor deze geklasseerde site.
In de citadel hebben diverse sportclubs, culturele verenigingen, onderwijsinstellingen en jeugdwerking een plaats gekregen. De gemeente heeft plannen gemaakt voor een betere ontsluiting met een nieuwe trap en lift. De citadel moet hiermee ook aantrekkelijker worden voor toeristen. In samenwerking met particuliere partijen gaat de gemeente plannen maken voor de verdere ontwikkeling van de citadel.

## Sport
De citadel doet sinds 2016 ook dienst in het wielrennen als spectaculaire aankomstplaats voor de wielerwedstrijd Dwars door het Hageland. De renners klimmen dan langs de oude kasseiweg naar de Allerheiligenberg waar bovenaan de aankomst ligt.
De site wordt ook jaarlijks gebruikt als parcours voor de Combat Edition van de Gladiator Runs, een reeks obstakel-runs waarbij de deelnemers zware obstakels moeten overwinnen en hun conditie en kracht zwaar op de proef worden gesteld.

## Galerij

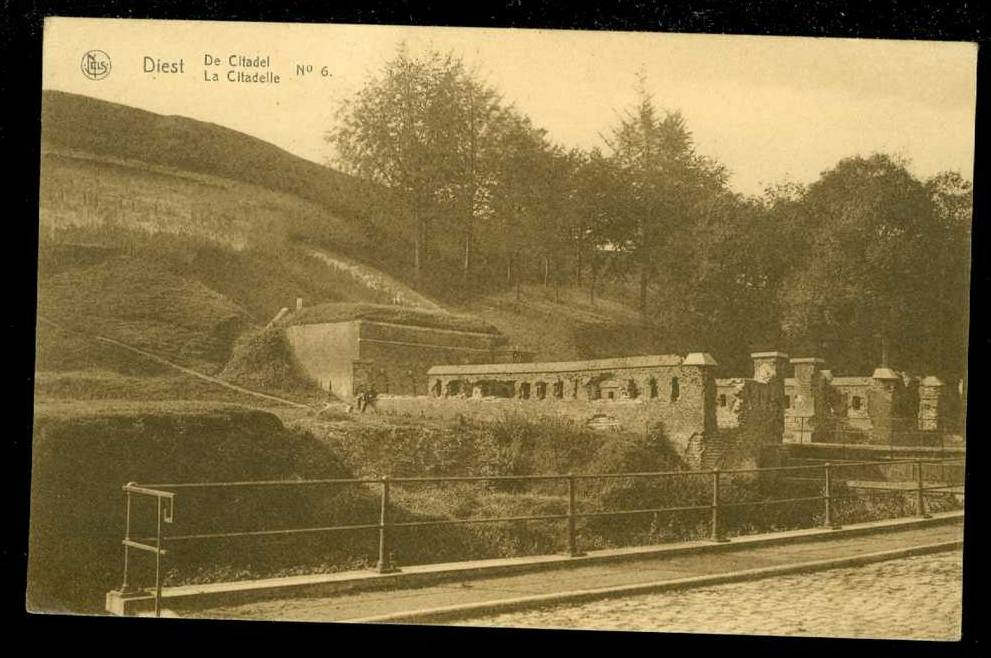
Citadel van Diest ergens tussen 1899 en 1913
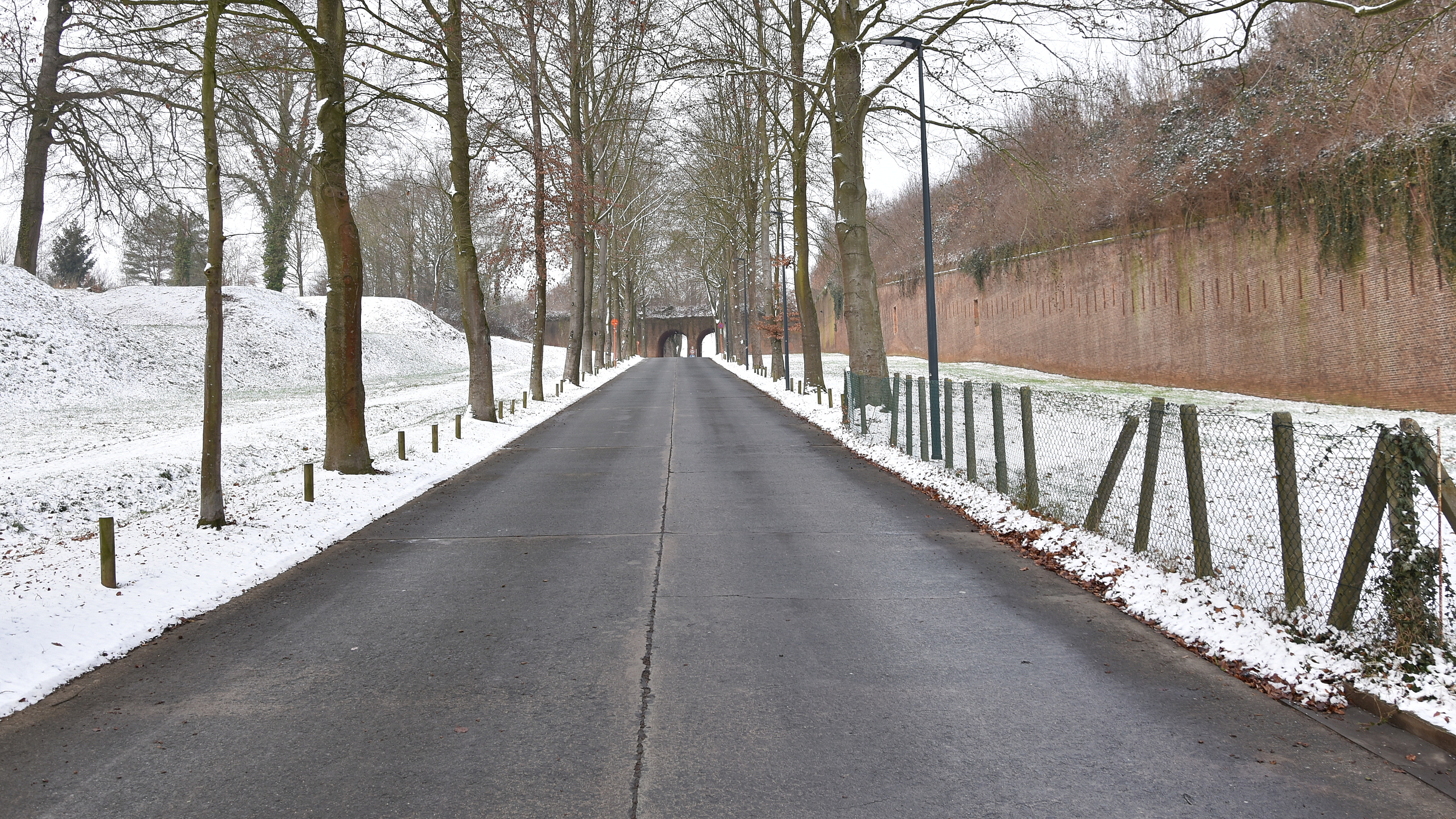
Toegangsweg naar citadel
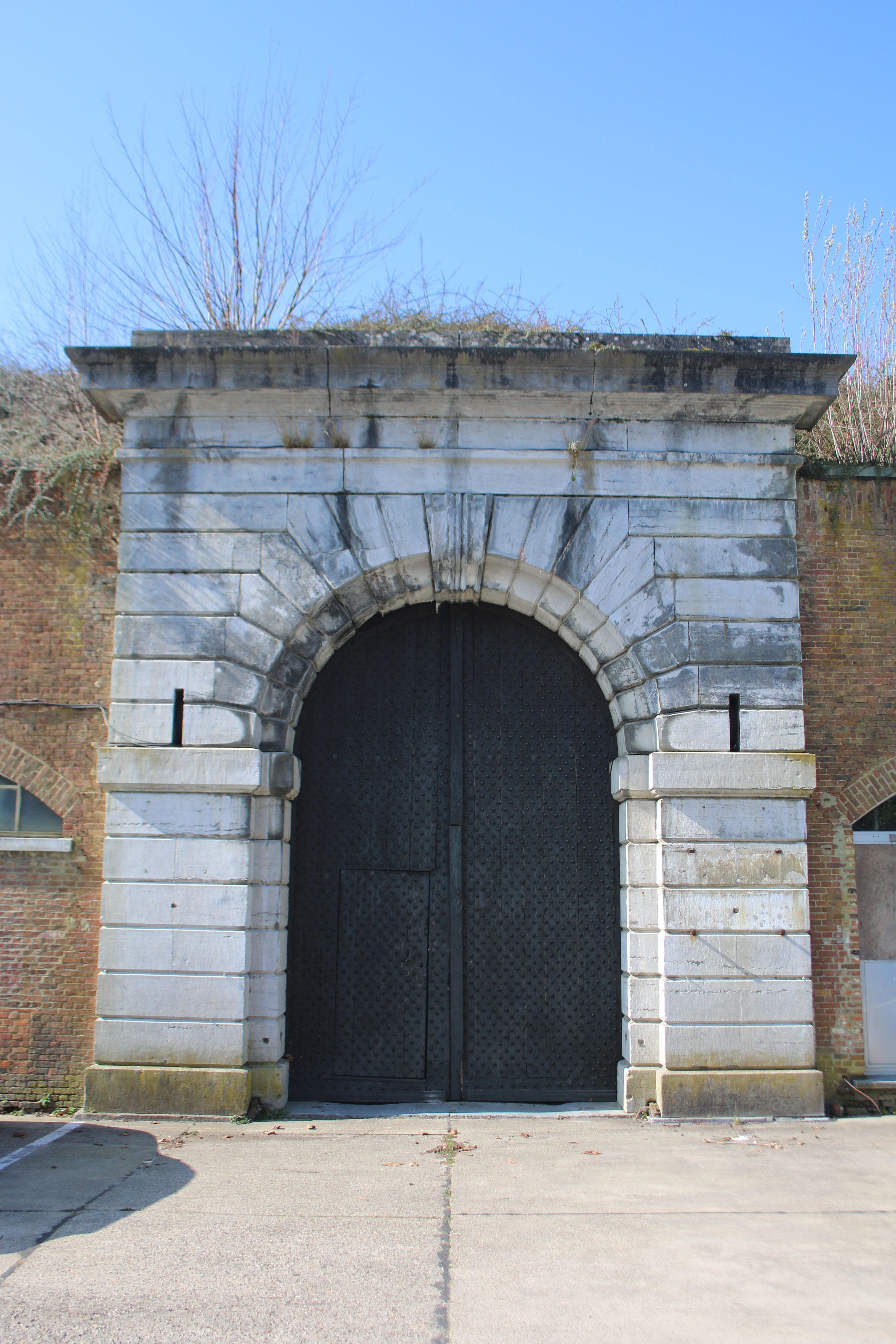
Poort naar het centrale deel
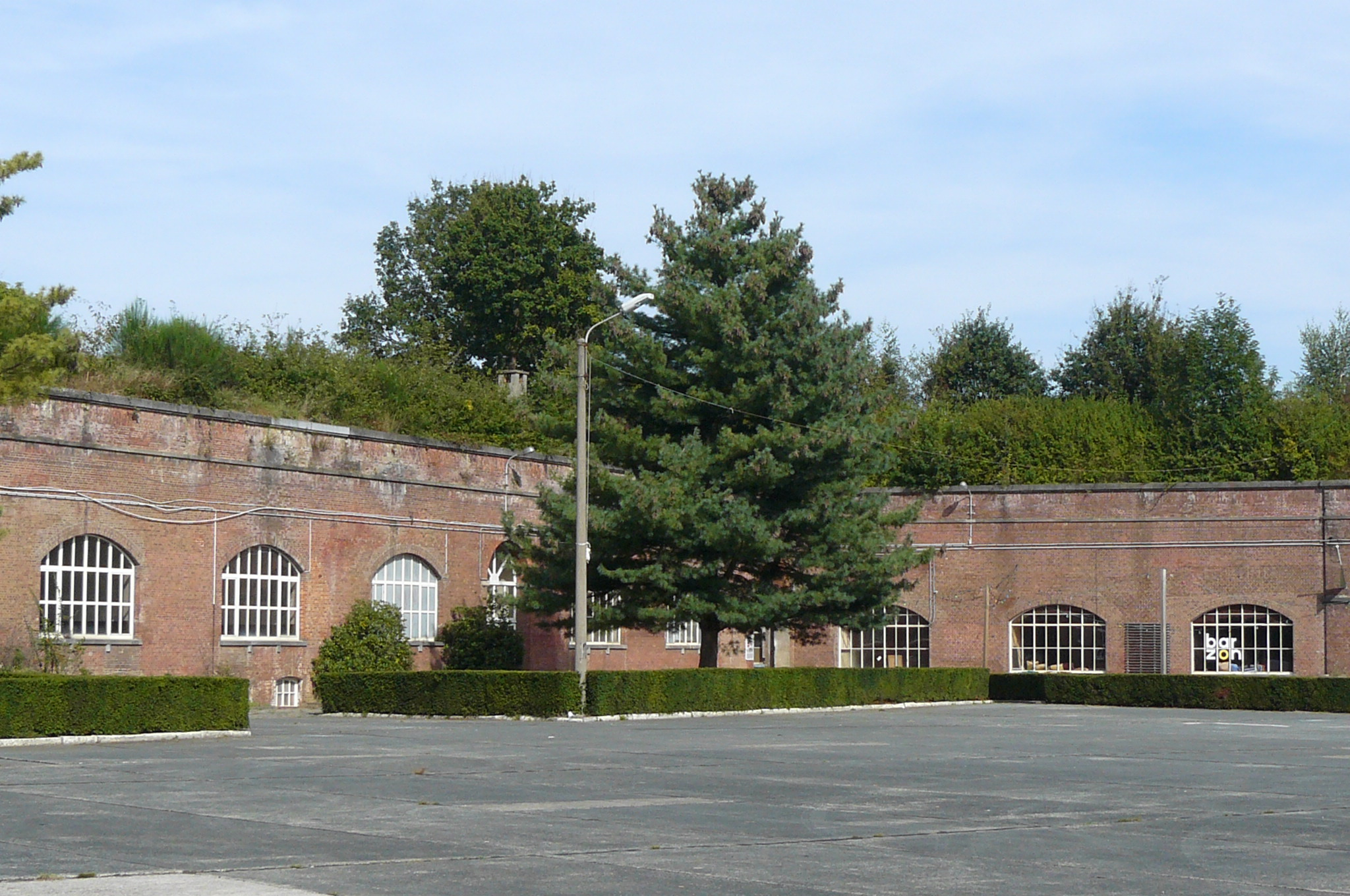
Kazernegebouw bij exercitieterrein
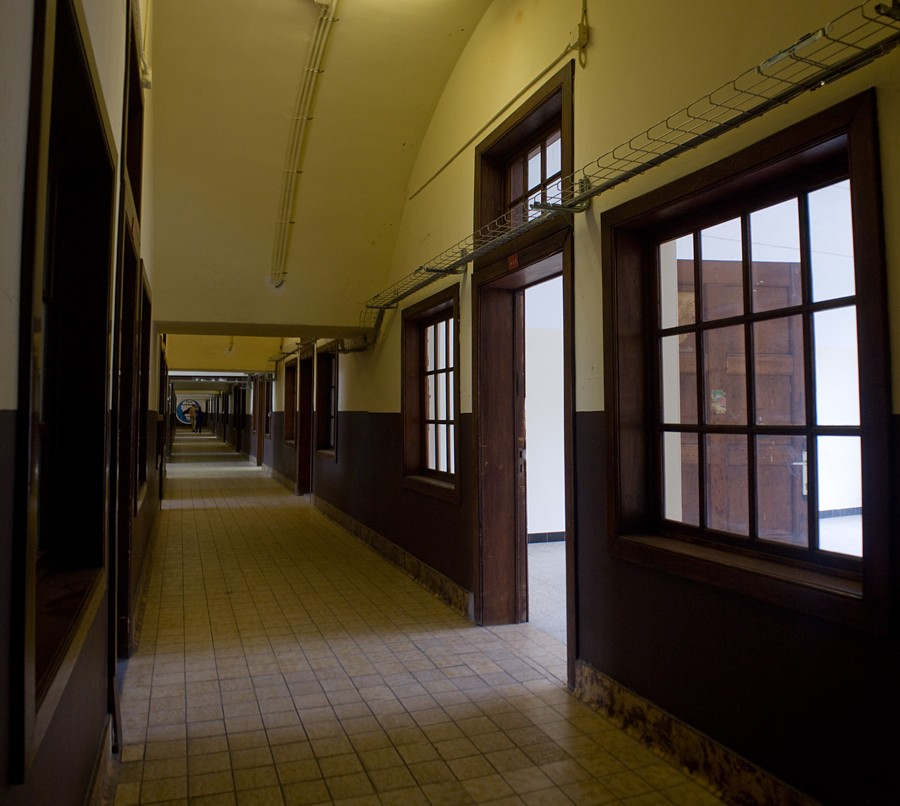
Interieur kazernegebouw
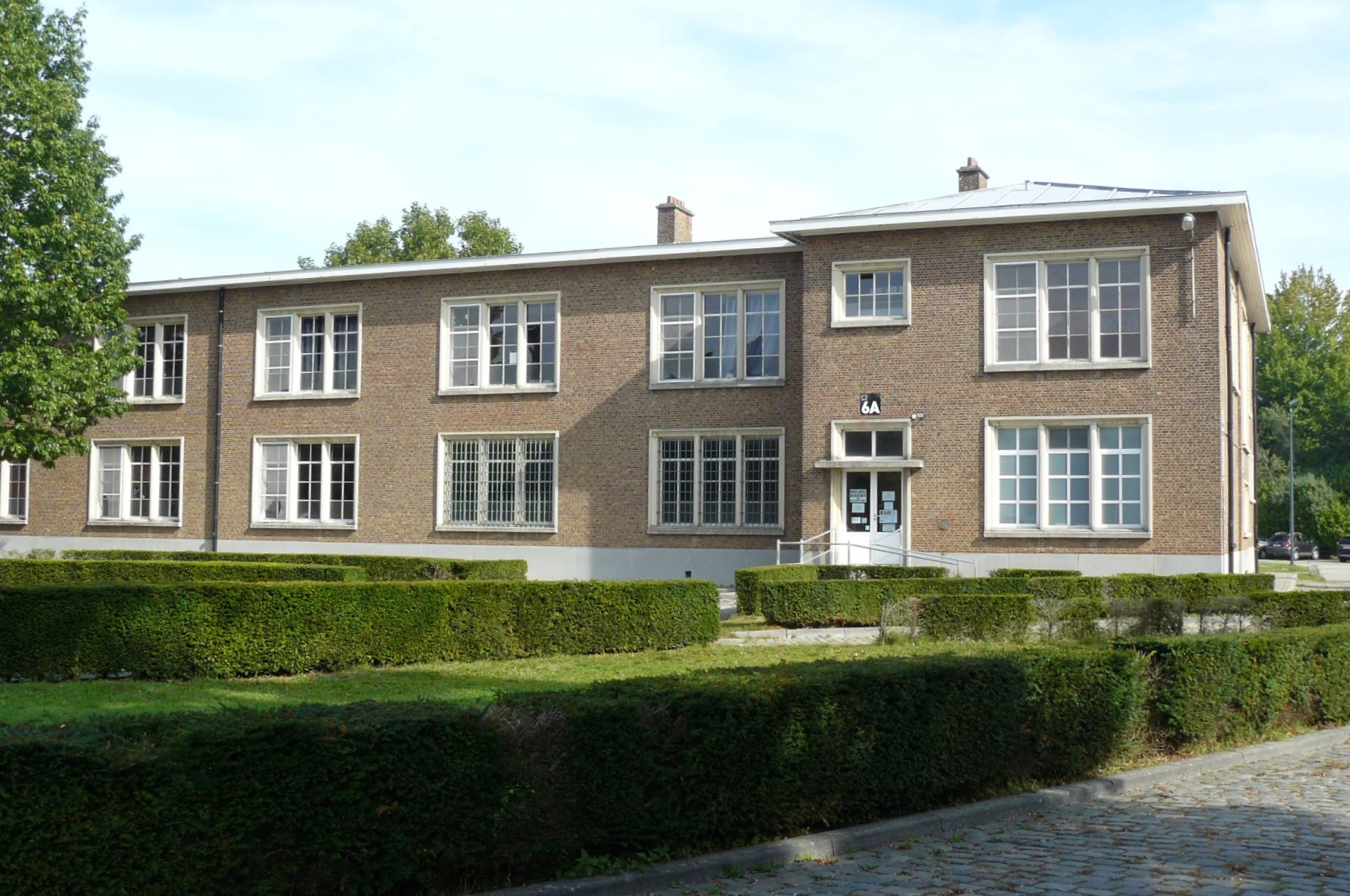
Moderner kazernegebouw
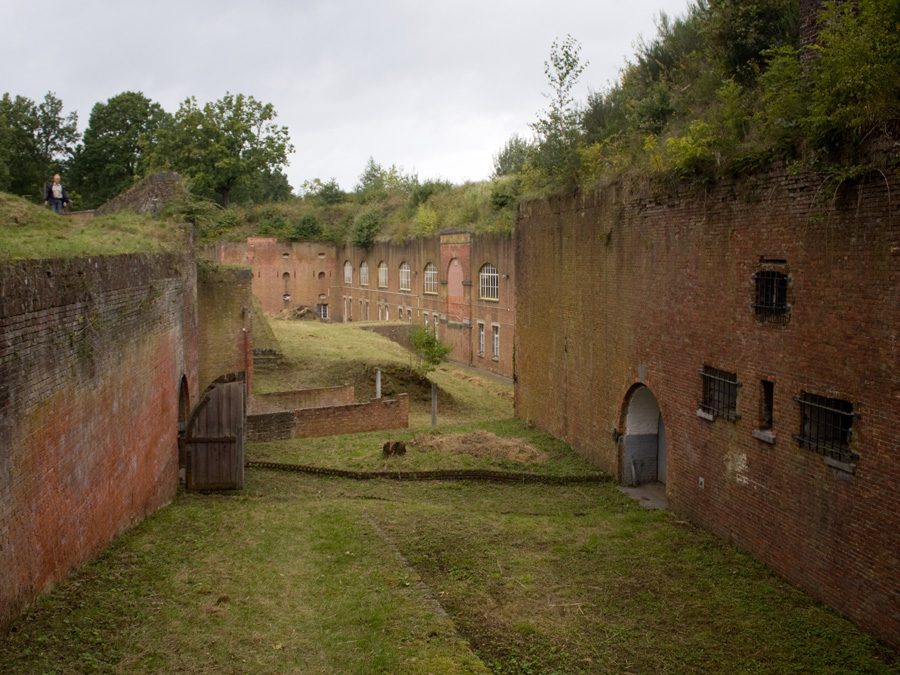
Binnengracht citadel
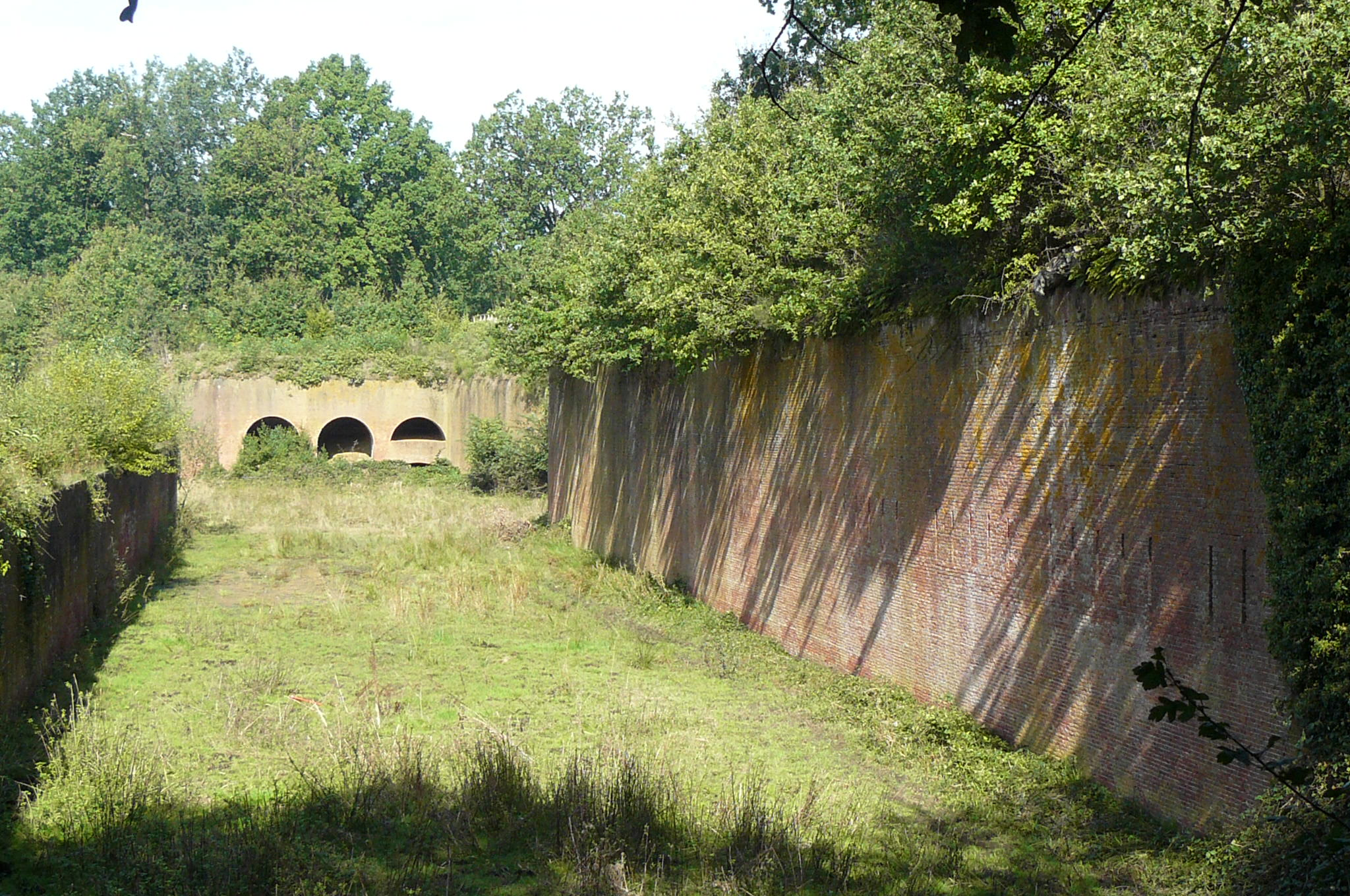
Buitengracht citadel
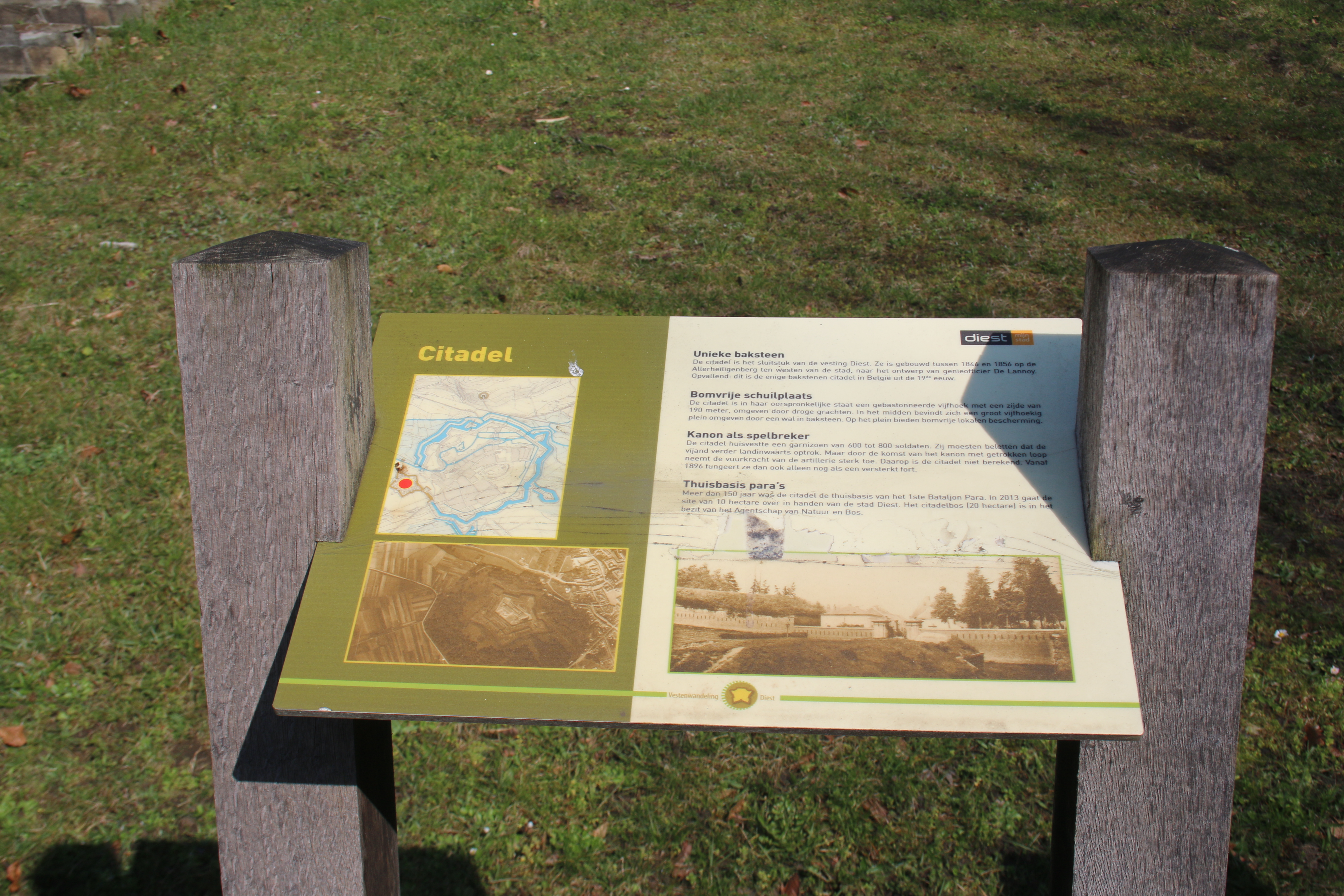
Informatiebord
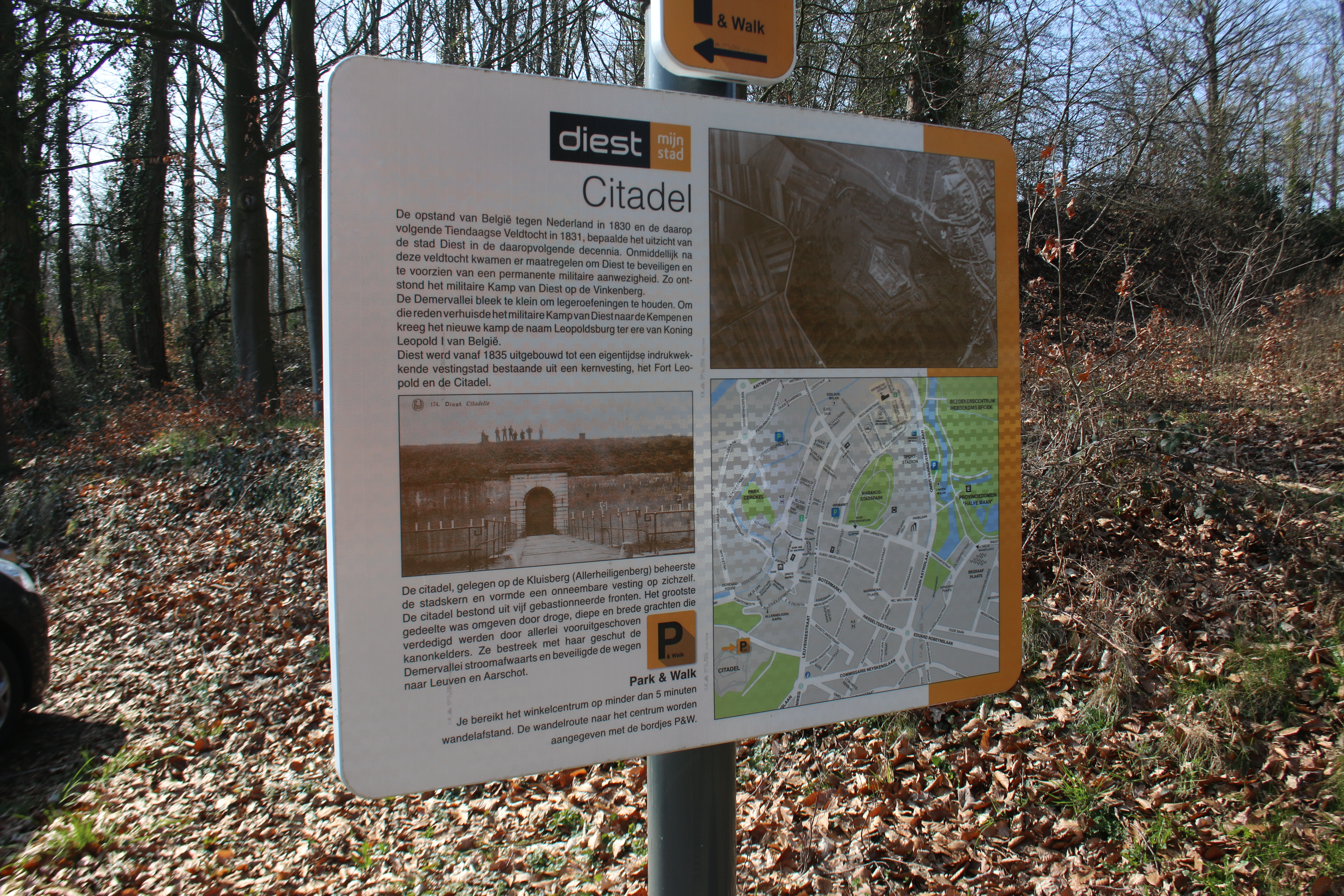
Informatiebord